# دیامانتینو میراندا
دیامانتینو میراندا (پرتغالی: Diamantino Miranda؛ زادهٔ ۳ اوت ۱۹۵۹) بازیکن سابق و مربی فوتبال اهل پرتغال است.
از باشگاه‌هایی که در آن بازی کرده‌است می‌توان به باشگاه فوتبال ژیل ویسنته، باشگاه فوتبال آمورا، باشگاه ورزشی اولیاننسه، باشگاه فوتبال ویتوریا ستوبال، باشگاه فوتبال وارزیم، باشگاه ورزشی پورتیموننزه، باشگاه فوتبال بوآویشتا، باشگاه فوتبال فلگوئیراس، و باشگاه ورزشی بنفیکا اشاره کرد.
وی همچنین در تیم‌های ملی فوتبال زیر ۱۶ سال پرتغال، زیر ۱۸ سال پرتغال، زیر ۲۰ سال پرتغال، زیر ۲۱ سال پرتغال و پرتغال بازی کرده‌است.